# Сад Гетсиманський (мінісеріал, 1993)
«Сад Гетсима́нський» — український мінісеріал, 4-серійний телефільм режисера Ростислава Синька, знятий у 1993 році на кіностудії «Укртелефільм».

## Деталі сюжету
За мотивами однойменного роману Івана Багряного. Про роки репресій в Україні у 1930-ті роки.

## Акторський склад
- Олег Савкін
- Василь Вітер
- Володимир Ставицький
- Валерій Шалига
- Марія Жукова
- Раїса Недашківська
- Наталя Циганенко
- Віктор Цекало
- Сергій Джигурда
- Тамара Яценко
- Віталій Розстальний
- Анатолій Дяченко
- Валерій Шептекіта
- Віктор Поліщук
- Леонід Марченко
- Володимир Абазопуло
- Володимир Олексієнко та ін.

## Творча група
- Автор сценарію і режисер-постановник: Ростислав Синько
- Оператор-постановник: Михайло Іванов
- Композитор: Валентин Сильвестров
- Художники-декоратори: Ігор Біляк, Володимир Рудько
- Художник по гриму: Ніна Степанова
- Художник по костюмах: Лариса Жуковська
- Звукооператор: Віктор Коляда
- Монтажери: Ніна Аракелян, Алла Гузик, Ольга Книженко
- Редактор: Тамара Бойко
- Директор фільму: Болеслав Дубицький

## Зв'язок з іншими фільмами
Фільм Тигролови є продовження оповіді про долю героя 4-серійного мінісеріалу Сад Гетсиманський, який тікає з потягу, котрим його мали доправити до сибірського концтабору. Він потрапляє в українське поселення, де його переховують. Там і зустрічає своє кохання.